# Perrance Shiri
Perrance Shiri (Nacido como Bigboy Samson Chikerema; Gweru, 11 de enero de 1955-Harare, 29 de julio de 2020)  fue un político y militar zimbabuense que se desempeñó como Ministro de Agricultura de ese país durante el gobierno de Emmerson Mnangagwa, entre el 1 de diciembre de 2017 y su muerte, el 29 de julio de 2020. 
Así mismo, también se desempeñó como comandante de la Fuerza Aérea de Zimbabue y miembro del Comando de Operaciones Conjuntas de Zimbabue, organismo que ejerce gran influencia en el gobierno de Zimbabue.
Perrance Shiri era primo del depuesto presidente Robert Mugabe. Se llamó a sí mismo el "Jesús Negro", ya que, según un denunciante anónimo que habló en el documental de la BBC Panorama "El precio del silencio", él "podía determinar tu vida como Jesucristo. Podía curar, resucitar muertos, lo que sea. Entonces afirmó ser así porque podía decidir si vives o no".
El 30 de noviembre de 2017 fue nombrado Ministro de Agricultura por parte del presidente Emmerson Mnangagwa. El 18 de diciembre del mismo año fue ascendido de Teniente general de la Fuerza Aérea a Mariscal de la Fuerza Aérea, antes de retirarse de la vida militar.

## Carrera
De 1983 a 1984 la Quinta Brigada de Zimbabue, cuyo comandante era Shiri, fue la responsable del genocidio de Matabelelandia, serie de matanzas políticas que resultaron en miles de víctimas civiles. A pesar de esto, en 1986, Shiri, obtuvo una plaza para instruirse en el Royal College of Defense Studies, donde estudian los más prominentes oficiales de las Fuerzas Armadas de Reino Unido, en Londres.
En 1992, Shiri fue nombrado comandante de la Fuerza Aérea de Zimbabue, reemplazando a Josiah Tungamirai.
Shiri estaba al mando de las tropas de Zimbabue al comienzo de la segunda guerra del Congo. Fue Shiri quien decidió que el contingente de Zimbabue defendería N'Djili y su aeropuerto, con el fin de mantener una ruta aérea para reabastacimiento y refuerzos si era necesario.
A finales de la década de 1990 y principios de los 2000, se informó que Shiri había estado organizando invasiones agrícolas por parte de veteranos de guerra. En 2002, en respuesta a la subsiguiente escasez de alimentos, Mugabe envió a Shiri a Sudáfrica para comprar maíz; este compromiso fue respaldado por una nota de crédito por el equivalente a en respuesta a la subsiguiente escasez de alimentos, 17 millones de libras esterlinas, respaldadas por el presidente libio Muammar Gaddafi.
Con el gobierno de Mugabe enfrentando cada vez más problemas, la prensa de Zimbabue informó en febrero de 2007 que Shiri asistía regularmente a las reuniones clandestinas del general Solomon Mujuru, junto con otros altos cargos políticos y militares. En estas reuniones se había hablado de obligar a Mugabe a asistir a las urnas en 2008 con el fin de buscarle un reemplazo como presidente.
En 2008 algunos abogados y políticos zimbabuenses opositores afirmaron que Shiri gestionaba ataques militares contra excavadores ilegales en las minas de diamantes del este de Zimbabue.

### Elecciones de 2008
En los días previos a las elecciones presidenciales de Zimbabue de 2008, Shiri, junto con otros importantes jefes de Defensa de Zimbabue, realizaron una conferencia de prensa en la que declararon que se habían desplegado fuerzas de defensa y seguridad por todo el país para mantener el orden. En un comentario dirigido contra el Movimiento por el Cambio Democrático, los jefes militares manifestaron que sería un acto ilegal que cualquiera se declarara ganador de las elecciones. Sostuvieron que tal declaración sólo debía ser realizada por la Comisión Electoral de Zimbabue.

### Sanciones en su contra
En 2002, la Unión Europea prohibió a Shiri entrar a las fronteras de la UE y el 6 de marzo de 2003, George W. Bush ordenó el bloqueo de cualquier propiedad de Shiri en Estados Unidos.

### Intento de asesinato
Shiri fue emboscado el 13 de diciembre de 2008, mientras conducía hacia su granja. Según informó la policía, fue abordado por desconocidos que dispararon contra su vehículo; pensando que uno de sus neumáticos había sido perforado, Shiri salió del vehículo y recibió un disparo en el brazo. Se ha especulado que el intento de asesinato contra Shiri se debió a la respuesta militar que lideró Shiri contra los mineros ilegales en 2008 o por su implicación en el genocidio en Matabelelandia en la década de 1980.
En octubre de 2013, su hijo, Titus Takudzwa Chikerema, murió a la edad de 21 años.

### Golpe de Estado de 2017 y nombramiento como ministro
Shiri fue un líder influyente en la planeación del golpe de Estado de Zimbabue de 2017 que expulsó a Mugabe del poder. El 30 de noviembre de 2017, Shiri fue nombrado Ministro de Agricultura por el presidente Emmerson Mnangagwa.

## Muerte
Shiri murió el 29 de julio de 2020, tras haber sido hospitalizado el día anterior. Tenía 65 años; según informaron los medios de comunicación locales, se debió a complicaciones derivadas del COVID-19. Mnangagwa describió a Shiri como "un amigo y colega de toda la vida" y "un verdadero patriota". Posteriormente, Anxious Jongwe Masuka sucedió a Shiri como Ministro de Tierras, Agricultura y Reforma Rural.